# Łowęcin
Łowęcin – wieś w Polsce, położona w województwie wielkopolskim, w powiecie poznańskim, w gminie Swarzędz.
| SIMC    | Nazwa | Rodzaj    |
| ------- | ----- | --------- |
| 0595565 | Huby  | część wsi |

W latach 1975–1998 miejscowość administracyjnie należała do województwa poznańskiego.
Wieś szlachecka Łowęczino położona była w 1580 roku w powiecie poznańskim województwa poznańskiego. 
W latach Polski pod zaborami wieś nosiła nazwę Lowentschin, zaś po napaści hitlerowców 1 września 1939 roku – nadano jej nazwę Jägerslust. 
Przy ul. Szkolnej znajduje się budynek dworku z końca XIX wieku, później przekształcony na budynek szkoły podstawowej.